# Angus Groom
Angus Groom (Glasgow, 16 giugno 1992) è un canottiere britannico, vice-campione olimpico nel quattro di coppia a Tokyo 2020.

## Biografia
Ha rappresentato la Gran Bretagna ai Giochi olimpici estivi di Rio de Janeiro 2016, classificandosi 5º nel quattro di coppia con Sam Townsend, Jack Beaumont e Peter Lambert.
Agli europei di Lucerna 2019 ha conquistato il bronzo nel quattro di coppia, con Jonathan Walton, Jack Beaumont e Peter Lambert.
Ha fatto la sua seconda apparizione olimpica a Tokyo 2020, dove ha vinto la medaglia d'argento nel quattro di coppia con i connazionali Jack Beaumont, Tom Barras e Harry Leask.

## Palmarès
- Giochi olimpici estivi

Tokyo 2020: argento nel quattro di coppia;
- Europei

Lucerna 2019: bronzo nel 4 di coppia;